# Bisterschied

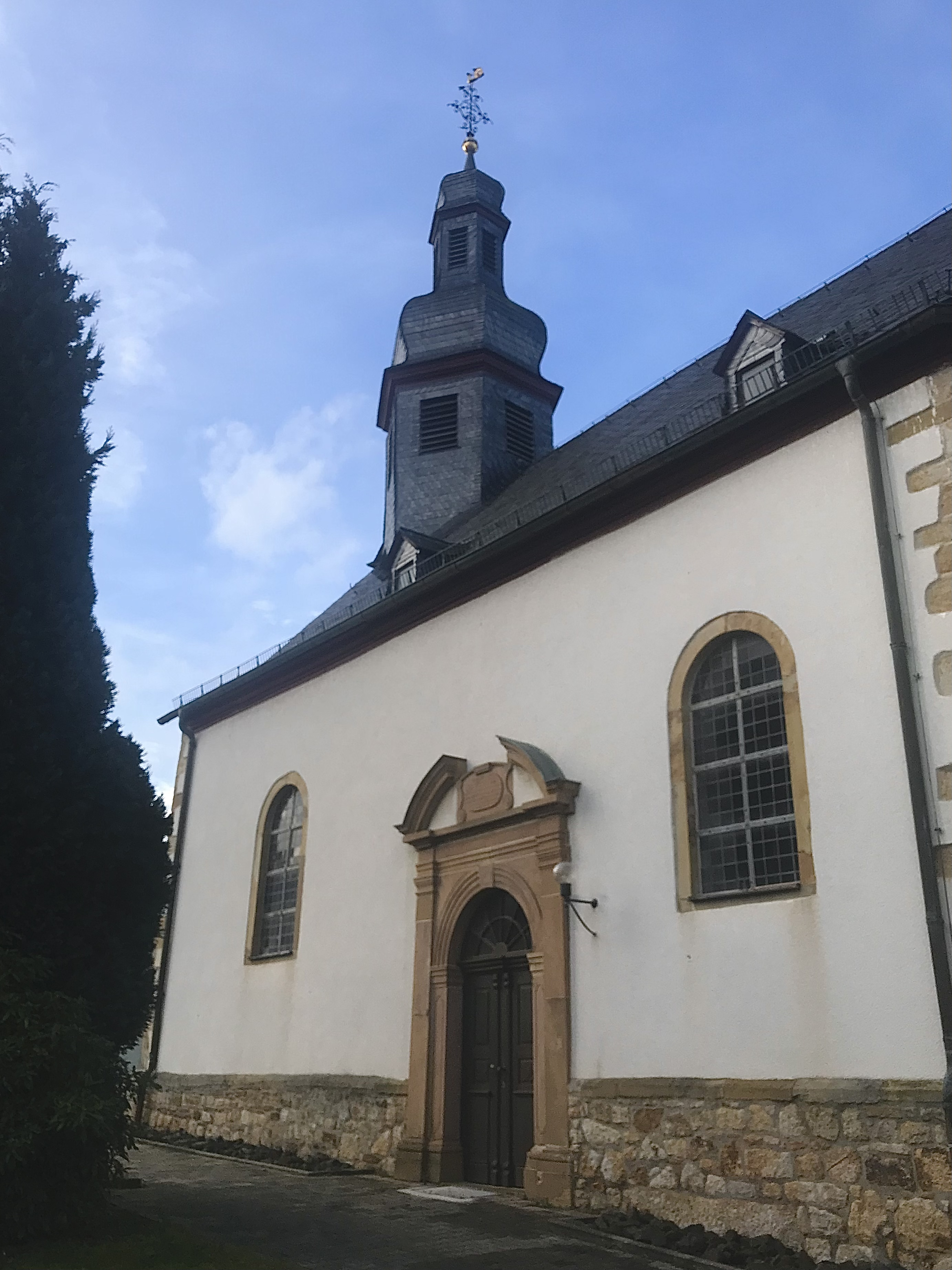
Protestantische Kirche

Die Ortsgemeinde Bisterschied liegt im Donnersbergkreis in Rheinland-Pfalz. Sie gehört der Verbandsgemeinde Nordpfälzer Land an.

## Geographie
Der Ort liegt im Nordpfälzer Bergland westlich des Donnersbergs zwischen Kaiserslautern und Bad Kreuznach.

## Geschichte
Bisterschied wurde im Jahr 1128 erstmals urkundlich erwähnt. Nach der Französischen Revolution wurde der Ort 1798 in das französische Departement Donnersberg eingegliedert. Infolge des Wiener Kongresses war er von 1816 bis 1945 bayerisch. Nach dem Zweiten Weltkrieg war Bisterschied bis 1949 bzw. 1955 Teil der französischen Besatzungszone und wurde 1946 in das neugebildete Land Rheinland-Pfalz eingegliedert. Bis 1969 war Bisterschied dem Landkreis Rockenhausen zugehörig und wurde infolge der rheinland-pfälzischen Kreisreform in den neuen Donnersbergkreis überführt. 

## Politik

### Ortsbürgermeister
Rolf Sundheimer wurde am 14. Oktober 2021 Ortsbürgermeister von Bisterschied, nachdem der bisherige Erste Beigeordnete bereits seit der Amtsniederlegung des Vorgängers Ende April 2021 die Amtsgeschäfte geführt hatte. Bei der Direktwahl am 26. September 2021 war er mit einem Stimmenanteil von 76 % gewählt worden. Zur Direktwahl am 9. Juni 2024 gab es keine Bewerbungen. Daher erfolgte die Wahl gemäß Gemeindeordnung durch den Rat.
Sundheimers Vorgänger Erich Dindorf hatte das Amt von 2016 bis zu seiner Amtsniederlegung 2021 ausgeübt. Bei der Kommunalwahl am 26. Mai 2019 war er mit einem Stimmenanteil von 56,33 % in seinem Amt bestätigt worden.

## Wirtschaft und Infrastruktur
Über die Anschlussstelle Winnweiler der A 63 im Südosten besteht Anschluss an den Fernverkehr. In Rockenhausen ist ein Bahnhof der Alsenztalbahn.

## Söhne und Töchter der Gemeinde
- Robert Mohr (1897–1977), an der Verfolgung der Widerstandsgruppe Weiße Rose beteiligter Gestapo-Beamter